# Vasalóház
Le Vasalóház (littéralement « Maison Fer à repasser ») est un édifice situé à Szeged en Hongrie.